# Orlea (Olt)
Orlea è un comune della Romania di 2 702 abitanti, ubicato nel distretto di Olt, nella regione storica dell'Oltenia. 
Il comune è formato dall'unione di 2 villaggi: Orlea e Orlea Nouă (letteralmente Orlea Nuova).
Nel corso del 2004 si sono staccati da Orlea i villaggi di Gura Padinii e Satu Nou, andati a formare il comune di Gura Padinii.